# Mistrzostwa Świata w Narciarstwie Dowolnym 2011
Mistrzostwa Świata w Narciarstwie Dowolnym 2011 – to trzynasta edycja tej imprezy. Odbyły się w dniach 2-5 lutego 2011 r. w amerykańskich ośrodkach narciarskich Deer Valley i Park City. Rozegrane zostały zawody w sześciu konkurencjach (jeździe po muldach, jeździe po muldach podwójnych, skokach akrobatycznych, skicrossie, half-pipe i debiutującym slopestyle). Reprezentacja Kanady zdeklasowała swego największego rywala w narciarstwie dowolnym, jakim są Stany Zjednoczone. Zdobyła aż osiem złotych medali, pięć srebrnych i trzy brązowe, przy marnym dorobku USA, które zdobyło tylko siedem medali. Na trzecim miejscu uplasowała się reprezentacja Chin, która zdobyła trzy medale tylko w jednej konkurencji, a mianowicie w skokach akrobatycznych. Mistrzostwa te były bardzo udane dla Jennifer Heil, która zdobyła dwa złote medale (w jeździe po muldach i muldach podwójnych), tym samym położyła na łopatki swą największą rywalkę, reprezentantkę gospodarzy Hannah Kearney, która zdobyła medal srebrny i brązowy.
Deer Valley organizowało już wcześniej dziewiąte mistrzostwa świata w narciarstwie dowolnym.

## Wyniki

### Mężczyźni
| Konkurencja                  | Data     | Złoto                 | Czas/Pkt       | Srebro             | Czas/Pkt       | Brąz             | Czas/Pkt       |
| Jazda po muldach szczegóły   | 2 lutego | Guilbaut Colas        | 23.87s / 26.26 | Alexandre Bilodeau | 23.87s / 25.66 | Mikaël Kingsbury | 25.06s / 25.57 |
| Slopestyle szczegóły         | 3 lutego | Alex Schlopy          | 41.80          | Sam Carlson        | 41.50          | Russell Henshaw  | 41.20          |
| Skicross szczegóły           | 4 lutego | Christopher Del Bosco |                | Jouni Pellinen     |                | Andreas Matt     |                |
| Skoki akrobatyczne szczegóły | 4 lutego | Warren Shouldice      | 253.66         | Qi Guangpu         | 250.95         | Anton Kusznir    | 249.63         |
| Half-pipe szczegóły          | 5 lutego | Micheal Riddle        | 45.60          | Kevin Rolland      | 45.20          | Simon Dumont     | 43.20          |
| Muldy podwójne szczegóły     | 5 lutego | Alexandre Bilodeau    |                | Mikaël Kingsbury   |                | Nobuyuki Nishi   |                |

### Kobiety
| Konkurencja                  | Data     | Złoto               | Czas/Pkt       | Srebro                | Czas/Pkt       | Brąz            | Czas/Pkt       |
| Jazda po muldach szczegóły   | 2 lutego | Jennifer Heil       | 30.11s / 24.35 | Hannah Kearney        | 29.68s / 24.31 | Kristi Richards | 30.41s / 23.71 |
| Slopestyle szczegóły         | 3 lutego | Anna Segal          | 43.40          | Kaya Turski           | 41.70          | Keri Herman     | 41.00          |
| Skicross szczegóły           | 4 lutego | Kelsey Serwa        |                | Julia Murray          |                | Anna Holmlund   |                |
| Skoki akrobatyczne szczegóły | 4 lutego | Cheng Shuang        | 188.40         | Xu Mengtao            | 188.23         | Olha Wołkowa    | 178.59         |
| Half-pipe szczegóły          | 5 lutego | Rosalind Groenewoud | 44.70          | Jennifer Hudak        | 42.10          | Keltie Hansen   | 38.80          |
| Muldy podwójne szczegóły     | 5 lutego | Jennifer Heil       |                | Chloé Dufour-Lapointe |                | Hannah Kearney  |                |

## Tabela medalowa
| Lp. | Państwo           | złoto | srebro | brąz | razem |
| --- | ----------------- | ----- | ------ | ---- | ----- |
| 1   | Kanada            | 8     | 5      | 3    | 16    |
| 2   | Stany Zjednoczone | 1     | 3      | 3    | 7     |
| 3   | Chiny             | 1     | 2      | 0    | 3     |
| 4   | Francja           | 1     | 1      | 0    | 2     |
| 5   | Australia         | 1     | 0      | 1    | 2     |
| 6   | Finlandia         | 0     | 1      | 0    | 1     |
| 7   | Austria           | 0     | 0      | 1    | 1     |
| 8   | Białoruś          | 0     | 0      | 1    | 1     |
| 9   | Japonia           | 0     | 0      | 1    | 1     |
| 10  | Szwecja           | 0     | 0      | 1    | 1     |
| 11  | Ukraina           | 0     | 0      | 1    | 1     |